# Erica inflata
Erica inflata är en ljungväxtart som beskrevs av Carl Peter Thunberg. Erica inflata ingår i släktet klockljungssläktet, och familjen ljungväxter. Inga underarter finns listade i Catalogue of Life.

## Bildgalleri

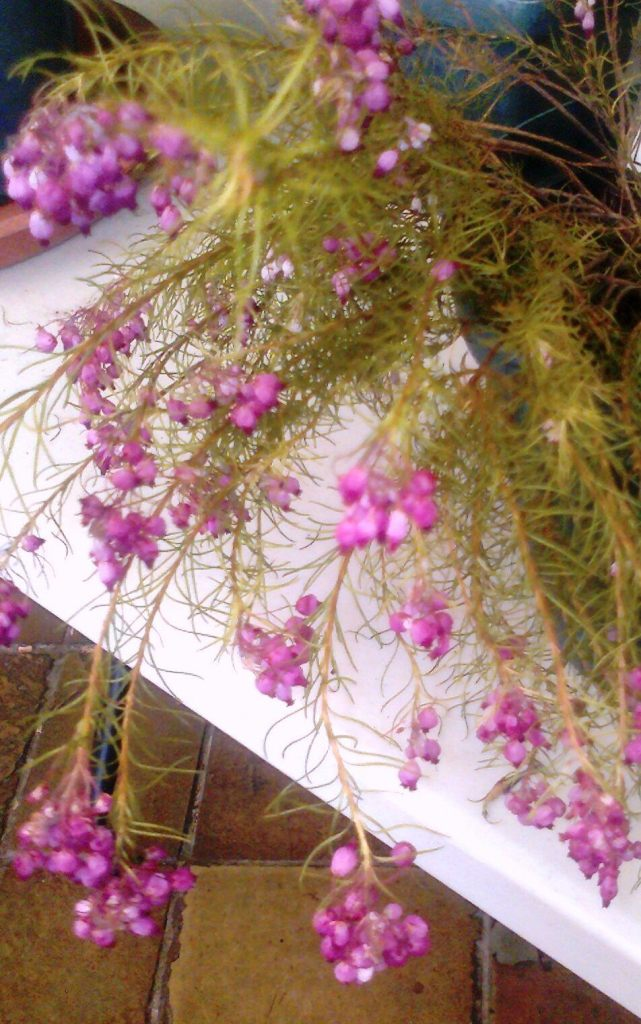